# Henry Cuellar
Enrique Roberto (Henry) Cuellar (nacido el 19 de septiembre de 1955) es un abogado y político estadounidense que se desempeña como representante estadounidense para el distrito 28 del Congreso de Texas desde 2005. Es miembro del Partido Demócrata. Su distrito se extiende desde el Río Bravo hasta los suburbios de San Antonio. En 2022, fue el demócrata más reciente que ocupó un cargo estatal en Texas.
Cuellar sirvió en la Cámara de Representantes de Texas durante 14 años, de 1987 a 2001, y sirvió brevemente como Secretario de Estado de Texas en 2001.
Cuellar fue elegido por primera vez al Congreso en 2004 , después de derrotar al titular Ciro D. Rodríguez en unas primarias. Se le considera un destacado centrista dentro del Caucus Demócrata de la Cámara. Desde entonces, ha sido reelegido cómodamente en todas las elecciones generales y sobrevivió a una serie de elecciones primarias competitivas, sobre todo en 2020 y 2022.